# Der Florentiner Hut (1928)
Der Florentiner Hut (Originaltitel: Un chapeau de paille d’Italie) ist eine Stummfilmkomödie von Regisseur René Clair aus dem Jahr 1928 basierend auf dem Bühnenstück Ein Florentinerhut (1851) von Eugène Labiche und Marc-Michel.

## Handlung
Madame Anaïs de Beauperthuis trifft sich mit dem Leutnant Tavernier zum heimlichen Tête-à-tête. Zufällig kommt Fadinard – auf dem Weg zu seiner Trauung – mit seiner Kutsche vorbei. Bei einer kleinen Rast frisst das Pferd den modischen Strohhut der Dame. Um Madame de Beauperthuis nicht vor ihrem Ehemann bloßzustellen, verspricht Fadinard, einen identischen Hut als Ersatz zu besorgen. 
Aus Angst, Fadinard könnte sein Versprechen nicht einlösen, begleitet Madame de Beauperthuis nun Fadinard zu seiner Braut. Dabei kommt es zu zahllosen Verwicklungen und Missverständnissen: Leutnant Tavernier droht Fadinard mit einem Duell, sollte sich ein passender Hut nicht finden, und Helene – seine Braut – ist wegen der ständigen Anwesenheit von Madame de Beauperthuis eifersüchtig. 

## Veröffentlichung, Neuverfilmung, Restaurierung
Der Film erlebte am 13. Januar 1928 in Frankreich seine Uraufführung. Am 31. August 1931 wurde er erstmals in New York gezeigt. In Deutschland sowie in Österreich war er erstmals am 22. November 2016 in einer restaurierten Version im Fernsehen zu sehen. Ein Alternativtitel lautet Ein italienischer Strohhut.
1983 wurde Der Florentiner Hut restauriert, wofür Benedict Mason die Filmmusik komponierte. 
Eine erneute Restaurierung des Films konnte im März 2016 durch eine Kooperation der Cinémathèque française mit dem San Francisco Silent Festival fertiggestellt werden. Für diese Fassung wurden die Negative der französischen sowie einer internationalen Verleihfassung benutzt. Dadurch erreicht der Film wieder die Originallänge von 110 Minuten.

## Kritik
„Amüsantes Chaos in liebevoll gezeichnetem Milieu“, urteilte Cinema.